# NGC 4184
NGC 4184 (również ESO 130-SC10 lub OCL 877) – gromada otwarta znajdująca się w gwiazdozbiorze Krzyża Południa. Została odkryta 8 marca 1837 roku przez Johna Herschela.